# Общество вепсской культуры
Общество вепсской культуры (вепс. Vepsän kul'tursebr) — вепсская региональная общественная организация. Зарегистрирована 4 сентября 1989 года.
Председатель общества: Зинаида Ивановна Строгальщикова. Организация расположена в городе Петрозаводске.

## История
В 1987—1988 годах началось преподавание вепсского языка в Шелтозерской и Рыборецкой школах по ротапринтным изданиям вепсского букваря. В 1989 году Совет Министров Карельской АССР утвердил вепсский алфавит.
В 1991 году опубликованы букварь «Abekirj» и учебник для 2 класса «Lugem i pagižem vepsäks», подготовленные Н. Зайцевой и М. Муллонен. В том же году в Петрозаводском государственном университете создана кафедра карельского и вепсского языков, впоследствии преобразованная совместно с кафедрой финского языка и литературы в факультет прибалтийско-финской филологии и культуры.
В 1991 же году первые опубликована страница на вепсском языке в районной газете «Коммунист Прионежья». С вепсской страницы началось издание газеты «Kodima», которая играет важную роль в становлении литературного вепсского языка.
По инициативе Общества, и с его помощью, была уточнена официальная статистика по вепсам, возрождена письменность, организовано преподавание вепсского языка в школах и вузах, издается учебная и художественная литература на вепсском языке, создана ежемесячная газета Kodima на вепсском и русском языке.
С участием Общества вепсской культуры формировалось законодательство Республики Карелия по защите прав коренных народов и национальных меньшинств.
Благодаря настойчивости Общества в 2000 году вепсы Республики Карелия и Ленинградской области были включены в Единый перечень коренных малочисленных народов России.
Общество активно сотрудничает с различными общественными организациями, международными фондами и учреждениями.
Финно-угорский филиал Института перевода Библии, несмотря на малочисленность вепсов, проводит активную работу совместно с переводчиками из вепсского народа по изданию на родном языке библейских текстов. Уже изданы детская Библия, четыре Евангелия, Книга Деяний апостолов, и продолжается дальнейшая работа в этом направлении.
Общество сняло фильм В чистой воде и рыба водится в 2014 году на вепсском языке.